# Khed (Ratnagiri)
Khed is een nagar panchayat (plaats) in het district Ratnagiri van de Indiase staat Maharashtra. 

## Demografie
Volgens de Indiase volkstelling van 2001 wonen er 13.812 mensen in Khed, waarvan 49% mannelijk en 51% vrouwelijk is. De plaats heeft een alfabetiseringsgraad van 80%. 